# Brada (Ralská pahorkatina)
Brada (též Kalvárie, německy Kalvariberg, 406 m n. m.) je vrch v okrese Česká Lípa Libereckého kraje. Leží asi 7 km východně od města Mimoň, jihovýchodně u bývalých Svébořic (na stejnojmenném katastrálním území) v oboře Židlov, v bývalém vojenském prostoru Ralsko.

## Popis

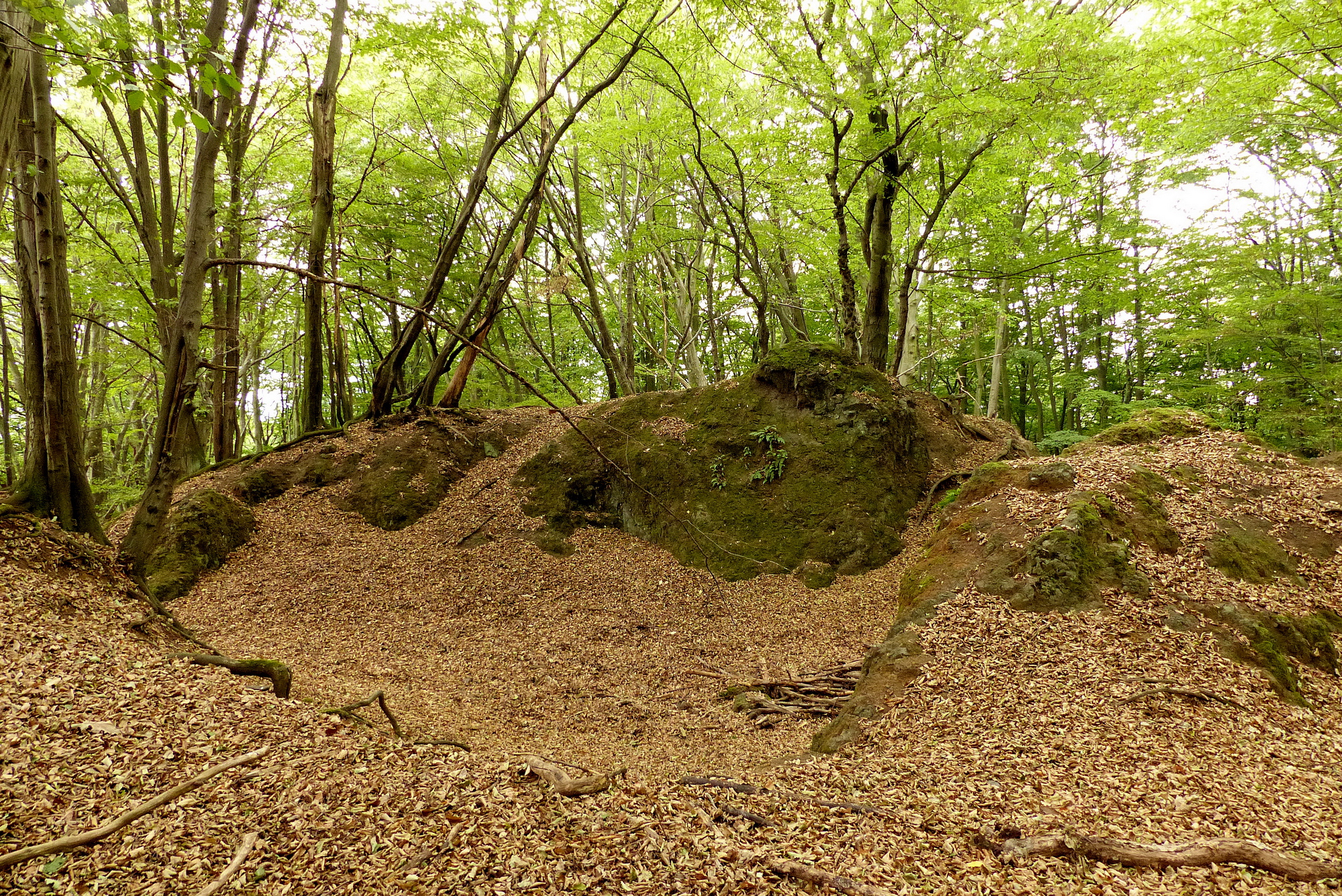
Vrcholový lom na Bradě

Je to nízký kupovitý neovulkanický suk poblíž vypreparované čedičové žíly, zvedající se nad plochý povrch strukturně denudačních plošin na vápnito-jílovité pískovcích středního až svrchního turonu v okolí.
Vrch je zalesněný převážně listnatými porosty.
Na západním úpatí vrchu se nalézají rozsáhlé, do pískovce tesané prostory. Různě velké místnosti, výklenky a větvící se chodby zde tvoří naprostý pískovcový labyrint.
Něco přes jeden kilometr vjv. od Brady leží Svébořický Špičák, jenž patrně vznikl na společné žíle.

## Geomorfologické zařazení
Geomorfologicky vrch náleží do celku Ralská pahorkatina, podcelku Zákupská pahorkatina, okrsku Kotelská vrchovina, podokrsku Zábrdská vrchovina a Náhlovské části.

## Přístup
Automobilem je možné se nejblíže dopravit do bývalých Svébořic. Kolem východní strany hřbetu, již v oboře Židlov, vede silnice (Zbynsko – rozcestí Dědkův odpočinek), po níž se dá přijet na kole. Vrch je však uvnitř klidové zóny obory (možnost setkání s divokými zubry), takže místo je patrně oficiálně nepřístupné.